# 幻日夜羽 -鏡中暉光-
《幻日夜羽 -鏡中暉光-》为“LoveLive! Sunshine!!”系列的衍生企划，现已在杂志、漫画等媒体上展开，并于2023年6月25日推出由日昇制作的电视动画。

## 概要
2020年12月14日，《幻日夜羽 -鏡中暉光-》宣布于“Love Live!”企划官方杂志《LoveLive! Days》上连载由绘制的插画，并于2021年2月22日宣布开始多种展开。官方漫画《幻日夜羽 -Unpolarized Reflexion-》于2022年2月开始连载，由绘制。
2022年4月1日于Love Live!官方YouTube频道发布愚人节影片，内容为本作将于2023年动画化。
2022年6月26日，在“Love Live! Sunshine!! Aqours 6th LoveLive! ～KU-RU-KU-RU Rock 'n' Roll TOUR～WINDY STAGE”演唱会上宣布决定制作系列动画，同时开放官网和官方Twitter，并且放出先导PV。
2023年2月12日，在“LoveLive! Sunshine!! Aqours EXTRA LoveLive! 2023 ～It’s a 無限大☆WORLD～Valentine's Day Concert”演唱會上宣布動畫將在2023年7月播出，同時官方Youtube頻道放出TV動畫告知影片。
2023年6月21日，官方頻道放送與《關於我轉生變成史萊姆這檔事》的合作短篇動畫。
2024年2月22日，遊戲公司BeXide在PS5、PS4、Xbox Series X/S、Xbox One、Nintendo Switch與Steam等平台上推出以本作所衍生的RogueLike卡牌遊戲《幻日夜羽 -蜃景努瑪梓-》。

## 本作登場的角色

### 主要角色
夜羽（聲：小林愛香）
對應了本篇的津島善子。
在努瑪梓（ヌマヅ）經營占卜店的少女。16歲。
性格固執，性情古怪，但心地很善良，不太會拒絕他人的請求。
萊拉普斯（聲：日笠陽子 ）
陪伴著夜羽的大型狼獸。生日為1月11日。
性格溫和的牠是夜羽的好夥伴。
花丸（聲：高槻加奈子）
對應了本篇的國木田花丸。
夜羽的兒時玩伴。16歲。
喜愛美食，靠在行動攤車販賣手工小點心為生。
黛雅（聲：小宮有紗）
對應了本篇的黑澤黛雅。
努瑪梓行政局的執務長官。18歲。
才貌雙全且不容許任何錯誤的完美主義者。
露比（聲：降幡愛）
對應了本篇的黑澤露比。
妖精族的後裔。16歲。
性格害羞內向，通常以避免被人發現的方式生活著。
千歌（聲：伊波杏樹）
對應了本篇的高海千歌。
老牌旅館的看板娘，三姐妹中的老么。17歲。
不怕生且好勝。
曜（聲：齊藤朱夏）
對應了本篇的渡邊曜。
在努瑪梓从事信使工作的少女。17歲。
總是開朗活力充沛，運動神經超群。
果南（聲：諏訪奈奈香）
對應了本篇的松浦果南。
在烏奇拉地區（ウチーラ地区）經營著維修工房的機械技師。18歲。
運用從海裡撿拾回來的各種雜物，進行修理及維修工作為生。
梨子（聲：逢田梨香子）
對應了本篇的櫻內梨子。
來自努瑪梓之外地區的動物學者。17歲。
性格相當冷靜，但也有好奇心旺盛到不顧慮他人眼光的一面。
鞠莉（聲：鈴木愛奈）
對應了本篇的小原鞠莉。
住在窪西麻島（ワーシマー島）的城堡中魔王一族的後裔。年齡未知。
通常不在他人面前展露樣貌。

### 其他角色
夜羽的母親（聲：椎名碧流）
對應了本篇的善子的母親。
作為學者的她，經常得外出各地方。
千歌的母親（聲：釘宮理惠）
對應了本篇的千歌的母親。
性格開朗，並與家人一同經營著老牌旅館。
志滿（聲：阿澄佳奈）
對應了本篇的千歌的大姊高海志滿。
性格溫和，但也是不能惹她生氣的那種類型。
美渡（聲：伊藤加奈惠）
對應了本篇的千歌的二姊高海美渡。
性格活潑且豪爽。
百萬三姊妹
於努瑪梓小鎮暗中活動的謎之組織。
其真面目仍壟罩在謎團之中…。
梅爾西
百萬三姊妹之一，其實就是志滿。
多美
百萬三姊妹之一，其實就是美渡。
凱蒂
百萬三姊妹之一，其實就是千歌。
畢古麻姆
百萬三姊妹的支援者，其實就是千歌的母親。
月（聲：黑澤朋世）
對應了本篇的曜的堂姐渡邊月。
在努瑪梓經營著照相館。
琥珀（聲：M.A.O）
本作的原創角色。
黛雅的輔佐。
與黛雅和露比是親戚關係，並從小開始就很要好。
豬之進（聲：矢野正明）
本作的原創角色。
花丸所飼養的豬型魔獸。
小香菇（聲：麥穗杏菜）
對應了本篇的小香菇。
千歌所飼養的狗。
旅館的吉祥物。
老爺鐵皮蛙（聲：飛田展男）
本作的原創角色。
果南用海底所撿拾的東西製作出來的自立型機器人。
是果南可靠的強力夥伴。
佩拉皮
本作的原創角色。
服侍鞠莉的優秀使魔。
夜羽的父親（聲：杉田智和）
特典廣播劇中登場。

## 電視動畫

### 製作人員
- 原作：矢立肇[2]
- 原案：公野樱子[2]
- 監督：中谷亚沙美[2]
- 系列構成：大野敏哉[2]
- 角色設計：山本由美子[2]
- 音樂：加藤达也[2]
- 動畫製作：日昇[2]
- 製作：PROJECT YOHANE[2]

### 主題曲
片頭曲「幻日Mysterium」（幻日ミステリウム）
作詞：畑亞貴
作曲、編曲：酒井拓也、山本恭平
歌：Aqours
片尾曲「為了你為了我」（キミノタメボクノタメ）
作詞：UiNA、
作曲：小高光太郎、UiNA
編曲：小高光太郎、
歌：Aqours
插曲
「Far far away」（第1話）
作詞：Kanata Okajima、Hayato Yamamoto
作曲：Kanata Okajima、MEG、Hayato Yamamoto
編曲：MEG、Hayato Yamamoto
歌：夜羽（小林愛香）
「Be As One!!!」（第3話）
作詞：Hayato Yamamoto
作曲、編曲：宮崎誠
歌：黛雅（小宮有紗）、露比（降幡愛）、千歌（伊波杏樹）
「R・E・P」（第4話）
作詞：FUNK UCHINO
作曲：DJ Chika a.k.a. Inherit、FUNK UCHINO
編曲：DJ Chika a.k.a. Inherit、春川仁志
歌：花丸（高槻加奈子）、曜（齊藤朱夏）、果南（諏訪奈奈香）
「Hey,dear my friends」（第6話）
作詞：Kanata Okajima、Hayato Yamamoto
作曲：Kanata Okajima、Hayato Yamamoto、KAIKI、Nao Nishimura
編曲：Hayato Yamamoto
歌：夜羽（小林愛香）、梨子（逢田梨香子）、鞠莉（鈴木愛奈）
「GIRLS!!」（第7話）
作詞：Kanata Okajima、Hayato Yamamoto
作曲、編曲：高田曉
歌：夜羽（小林愛香）
「Wonder sea breeze」（第8話）
作詞：Kanata Okajima、Hayato Yamamoto
作曲、編曲：倉內達矢
歌：夜羽（小林愛香）、花丸（高槻加奈子）、黛雅（小宮有紗）、露比（降幡愛）、千歌（伊波杏樹）、曜（齊藤朱夏）、果南（諏訪奈奈香）、梨子（逢田梨香子）、鞠莉（鈴木愛奈）
「Forever U & I」（第12話）
作詞：Kanata Okajima , Hayato Yamamoto
作曲：Kanata Okajima , Hayato Yamamoto
編曲：Hayato Yamamoto
歌：夜羽（小林愛香）
「La la 勇氣之歌」（La la 勇気のうた）（第13話）
作詞：Kanata Okajima , Hayato Yamamoto
作曲：Fi'Ne , 米澤森人 , alura
編曲：Fi'Ne , 米澤森人 , alura
歌：夜羽（小林愛香）、花丸（高槻加奈子）、黛雅（小宮有紗）、露比（降幡愛）、千歌（伊波杏樹）、曜（齊藤朱夏）、果南（諏訪奈奈香）、梨子（逢田梨香子）、鞠莉（鈴木愛奈）

### 各話列表
| 話數   | 日文標題   | 中文標題             | 劇本       | 分鏡                                             | 演出                          | 作畫監督                                                                                 | 總作畫監督                                                | 首播日期       |
| ------ | ---------- | -------------------- | ---------- | ------------------------------------------------ | ----------------------------- | ---------------------------------------------------------------------------------------- | --------------------------------------------------------- | -------------- |
| 第1話  |            | 起始之歌             | 大野敏哉   | 中谷亞沙美                                       | 佐久間貴史                    | 粕川美雪、 五藤侑樹、                                                                    | 山本由美子                                                | 2023年 6月25日 |
| 第1話  | 不適用     | 起始之歌             | 大野敏哉   | 市原圭子、後藤望                                 |                               |                                                                                          | 山本由美子                                                | 2023年 6月25日 |
| 第2話  |            | 我的工作             | 大野敏哉   | 淺野勝也                                         | 淺野勝也                      | 今西美沙季、加藤照代 工藤由紀、清水文乃 永山惠、林央剛 山村俊了                          | 山本由美子 山本亮友                                       | 7月2日         |
| 第2話  | 不適用     | 我的工作             | 大野敏哉   |                                                  |                               |                                                                                          | 山本由美子 山本亮友                                       | 7月2日         |
| 第3話  |            | 團結 Are you ready？ | 大野敏哉   | 櫻井親良                                         | 渡邊敬介                      | 市原圭子、伊藤真理子 尾尻進矢、粕川美雪 加藤照代、龜田朋幸 工藤由紀、永山惠 山澤純玲     | 小野田將人 佐野惠一 山本由美子                            | 7月9日         |
| 第3話  | 不適用     | 團結 Are you ready？ | 大野敏哉   | 櫻井親良                                         | 不適用                        |                                                                                          | 小野田將人 佐野惠一 山本由美子                            | 7月9日         |
| 第4話  |            | 空與海之間           | 大野敏哉   | 誌村宏明                                         | 原田奈奈                      | 伊藤真理子、粕川美雪 加藤照代、 清水文乃、畠山佳苗 林央剛、三腰航平 水野辰哉             | 尾尻進矢 菊池陽介 山本亮友 山本由美子 渡邊敬介            | 7月16日        |
| 第4話  | 鈴木健太郎 | 空與海之間           | 大野敏哉   | 中西基樹                                         | 後藤望、久松沙紀              |                                                                                          | 尾尻進矢 菊池陽介 山本亮友 山本由美子 渡邊敬介            | 7月16日        |
| 第5話  |            | 魔王的祕密           | 大野敏哉   | 青柳隆平                                         | 小谷野龍成                    | 板倉和弘、上家禮衣 小村柚葉、 村橋亮佑                                                   | 小野田將人 佐野惠一 山本由美子                            | 7月23日        |
| 第5話  | 不適用     | 魔王的祕密           | 大野敏哉   |                                                  |                               |                                                                                          | 小野田將人 佐野惠一 山本由美子                            | 7月23日        |
| 第6話  |            | 怕生的和弦           | 大野敏哉   | 淺野勝也 中谷亞沙美 丸山裕介                     | 山田晃                        | 飯飼一幸、上野泰寬 川邊雄介、工藤裕加 高倉香惠、坪田慎太郎 新田綾子、長谷川一生 服部憲知 | 佐野惠一 山本亮友 山本由美子                              | 7月30日        |
| 第6話  | 梅津朋美   | 怕生的和弦           | 大野敏哉   | 山田晃 中谷亞沙美                                | 市原圭子、久松沙紀 中谷亞沙美 |                                                                                          | 佐野惠一 山本亮友 山本由美子                              | 7月30日        |
| 第7話  |            | 女子會是什麼？       | 大野敏哉   | 吉澤翠                                           | 砂川正和                      | 鎌倉宏也、佐藤秋子 中島渚                                                                | 菊池陽介 山本由美子                                       | 8月6日         |
| 第7話  | 不適用     | 女子會是什麼？       | 大野敏哉   |                                                  |                               |                                                                                          | 菊池陽介 山本由美子                                       | 8月6日         |
| 第8話  |            | 傳達吧！Sea breeze   | 大野敏哉   | 櫻井親良                                         |                               | 、永山惠 林央剛、三腰航平                                                                | 小野田將人 黑田 山本由美子 山本亮友 渡邊敬介              | 8月13日        |
| 第8話  | 黑崎豪     | 傳達吧！Sea breeze   | 大野敏哉   | 松永浩太郎                                       | 後藤望                        |                                                                                          | 小野田將人 黑田 山本由美子 山本亮友 渡邊敬介              | 8月13日        |
| 第9話  |            | 尋找萊拉普斯         | 大野敏哉   | 鈴木健太郎                                       | 柴田裕介                      | 井戶田茜、尾尻進矢 龟田朋幸、 永山惠、新田綾子 畠山佳苗、久松沙紀                        | 小野田將人 山本由美子 山本亮友 渡邊敬介                   | 8月20日        |
| 第9話  | 不適用     | 尋找萊拉普斯         | 大野敏哉   |                                                  |                               |                                                                                          | 小野田將人 山本由美子 山本亮友 渡邊敬介                   | 8月20日        |
| 第10話 |            | 一路順風 小夜羽！    | 何万字角藏 | 饭野慎也                                         | 饭野慎也                      | 市原圭子、后藤望 迫由里香、清水文乃 水野辰哉、山泽纯玲                                   | 尾尻进矢 山本亮友 山本由美子 渡边敬介                     | 8月27日        |
| 第10話 | 不適用     | 一路順風 小夜羽！    | 何万字角藏 |                                                  |                               |                                                                                          | 尾尻进矢 山本亮友 山本由美子 渡边敬介                     | 8月27日        |
| 第11話 |            | 夜羽的魔法           | 何万字角藏 | 中西基樹                                         | 中西基樹                      | 尾崎正幸、加瀨幸治 永田喜敬、林央剛 福井麻記、米山浩平                                   | 小野田將人 粕川美雪 新田綾子 山本由美子                   | 9月3日         |
| 第11話 | 不適用     | 夜羽的魔法           | 何万字角藏 |                                                  |                               |                                                                                          | 小野田將人 粕川美雪 新田綾子 山本由美子                   | 9月3日         |
| 第12話 |            | 再見了 萊拉普斯      | 大野敏哉   | 櫻井親良                                         | 櫻井親良                      | 、市原圭子 亀田朋幸、永山恵 林央剛、久松沙紀 三腰航平、山澤純玲 吉田雄一                 | 尾尻進矢 小野田將人 粕川美雪 山本由美子 山本亮友 渡邊敬介 | 9月10日        |
| 第12話 | 中谷亞沙美 | 再見了 萊拉普斯      | 大野敏哉   | 松永浩太郎                                       | 柴田琴音                      |                                                                                          | 尾尻進矢 小野田將人 粕川美雪 山本由美子 山本亮友 渡邊敬介 | 9月10日        |
| 第13話 |            | 然後今天也           | 大野敏哉   | 中谷亞沙美 淺野勝也                              | 中谷亞沙美 淺野勝也           | 、市原圭子 、 、迫由里香 清水文乃、山澤純玲 吉田雄一                                     | 尾尻進矢 小野田將人 粕川美雪 山本由美子 山本亮友 渡邊敬介 | 9月17日        |
| 第13話 | 菱田正和   | 菱田正和             | 大野敏哉   | 井户田茜、 後藤望、新田綾子 松尾優希、山本由美子 |                               |                                                                                          | 尾尻進矢 小野田將人 粕川美雪 山本由美子 山本亮友 渡邊敬介 | 9月17日        |

### 播映平台
日本深夜動畫：下文記載的日本国内播放時間使用日本標準時間（UTC+9）表示。因為部分時間标识會採用30小时制，因此請留意这类超过24:00的时间，其實際播放時間為翌日清晨。
| 播放日期       | 播放時間（UTC+9）    | 播放電視台 | 播放地區 | 備註                    |
| -------------- | -------------------- | ---------- | -------- | ----------------------- |
| 2023年7月2日－ | 星期日 22:30 - 23:00 | TOKYO MX   | 東京都   |                         |
| 2023年7月2日－ | 星期日 23:30 - 24:00 | BS11       | 日本全域 |                         |
| 2023年7月2日－ | 星期日 23:30 - 24:00 | SUN電視台  | 兵庫縣   |                         |
| 2023年7月2日－ | 星期日 23:30 - 24:00 | KBS京都    | 京都府   |                         |
| 2023年7月3日－ | 星期一 25:35 - 26:05 | 愛知電視台 | 愛知縣   |                         |
| 2023年7月4日－ | 星期二 25:19 - 25:49 | 静岡放送   | 静岡縣   | 『スーパーアニメ6区』枠 |

| 配信開始日    | 配信時間（UTC+9）         | 配信平台 | 備註 |
| ------------- | ------------------------- | --- | ---- |
| 2023年6月25日 | 星期日 23:00 - 23:30      | ABEMA |      |
| 2023年7月2日  | 星期日 23:00 後依順序配信 | 萬代頻道、Prime Video、Hulu、U-NEXT、dアニメストア、アニメ放題、DMM TV、TELASA J:COMオンデマンドメガパック、milplus、auスマートパスプレミアム、ふらっと動画、FOD、Google Play、HAPPY!動画 |      |

| 播映國家、地區 | 播映平台              | 播映日期               | 播映時間              | 備註 |
| -------------- | --------------------- | ---------------------- | --------------------- | ---- |
| 臺灣           | 巴哈姆特動畫瘋        | 2023年6月25日－9月17日 | 星期日 22:30（UTC+8） |      |
| 臺灣           | 中華電信MOD           | 2023年6月25日－9月17日 | 星期日 22:30（UTC+8） |      |
| 臺灣           | Hami Video            | 2023年6月25日－9月17日 | 星期日 22:30（UTC+8） |      |
| 臺灣           | LiTV 線上影視         | 2023年6月25日－9月17日 | 星期日 22:30（UTC+8） |      |
| 臺灣           | MyVideo               | 2023年6月25日－9月17日 | 星期日 22:30（UTC+8） |      |
| 臺灣           | KKTV                  | 2023年6月25日－9月17日 | 星期日 22:30（UTC+8） |      |
| 臺灣           | LINE TV               | 2023年6月25日－9月17日 | 星期日 22:30（UTC+8） |      |
| 臺灣           | Yahoo TV              | 2023年6月25日－9月17日 | 星期日 22:30（UTC+8） |      |
| 臺灣           | 遠傳friDay影音        | 2023年6月25日－9月17日 | 星期日 22:30（UTC+8） |      |
| 臺灣           | bbTV                  | 2023年6月25日－9月17日 | 星期日 22:30（UTC+8） |      |
| 臺灣           | CATCHPLAY+            | 2023年6月25日－9月17日 | 星期日 22:30（UTC+8） |      |
| 臺灣           | 亂搭                  | 2023年6月25日－9月17日 | 星期日 22:30（UTC+8） |      |
| 臺灣           | 木棉花台灣YouTube頻道 | 2023年6月25日－9月17日 | 星期日 22:30（UTC+8） |      |
| 香港           | 木棉花香港YouTube頻道 | 2023年6月25日－9月17日 | 星期日 22:30（UTC+8） |      |

### Blu-ray
| 卷數 | 發售日            | 收錄話數       | 規格編號  |
| ---- | ----------------- | -------------- | --------- |
| 1    | 2023年9月27日     | 第1話          | BCXA-1863 |
| 2    | 2023年10月27日    | 第2話－第3話   | BCXA-1864 |
| 3    | 2023年11月22日    | 第4話－第5話   | BCXA-1865 |
| 4    | 2023年12月22日    | 第6話－第7話   | BCXA-1866 |
| 5    | 2024年1月26日     | 第8話－第9話   | BCXA-1867 |
| 6    | 2024年2月28日     | 第10話－第11話 | BCXA-1868 |
| 7    | 2024年3月27日預定 | 第12話－第13話 | BCXA-1869 |

## 遊戲
- 《幻日夜羽 -湛海耀光-》為INTI CREATES開發與發行的2D橫向捲軸遊戲，2023年11月16日在PlayStation 4、PlayStation 5、Xbox One、Xbox Series X/S、Microsoft Windows、任天堂Switch上發售[9]。

主題曲「Deep Blue」
作詞、作曲、編曲：R・O・N
歌：Aqours
- 《幻日夜羽 -蜃景努瑪梓-》為BeXide開發與發行的卡組構築 Roguelite 遊戲，2024年2月22日在Nintendo Switch 、 PS5 、 PS4 、 Steam上發售，後於2024年8月28日在iOS / Android上發售。